# ابن القم الزبيدي
أبو عبد الحسين (أو الحسن) بن علي بن محمد بن ممويه القمِّي (530 هـ/1136-1135 م - 581 هـ/ 1186-1185 م) هو كاتب وشاعر عربي من مدينة زبيد عاش في القرن السادس الهجري في ظل الدولة الصليحية.

## سيرته
ولِدَ الحسين بن علي بن محمد، وقِيل أنَّ اسمه الحسن، في مدينة زبيد، ولم ينصُّ من المؤرخين على تاريخ ولادته سوى ياقوت الحموي الذي ذهب إلى أنَّ ولادته كانت في سنة 530 هـ. وأخذ بقوله عدد من مؤرخي العصر الحديث كشوقي ضيف وعمر فروخ، فيما ردَّه نبيل محمد رشاد استناداً على عدَّة روايات لقصائد ألَّفها ابن القم في النصف الثاني من القرن الخامس الهجري، وأقدمها قصيدةً رُوِي أنَّه ألَّفها في سنة 459 هـ في رثاء مؤسِّس الدولة الصليحية علي بن محمد الصليحي. نشأ ابن القم في مدينة زبيد، وأخذ العلم عن أبيه، وكان والده علي بن محمد القمي شاعراً وكاتباً مرموقاً، من أعيان زبيد، عيَّنه علي بن محمد الصليحي وزيراً لوالي تهامة أسعد بن شهاب. وأخذ ابن القم عن أبيه الآداب والفنون، وأجاد على يديه لعب الشطرنج. التحق ابن القم بديوان الإنشاء في عهد أحمد بن علي الصليحي وفقاُ لبعض الروايات، وكان مُقَرَّباً من البلاط الصليحي، وقوبل لمكانته الاجتماعية وموهبته الأدبيَّة بحفاوة لدى الحكام. وكان في شعره يمتدح الصليحيين، ويهجو النجاحيين، ونشأت بينه وبين جياش بن نجاح عداوةً، وخصَّه في بعض قصائده بالهجاء. غير أنَّ علاقته بالصليحيين تعكَّرت بسبب خيانة أبيه لوالي تهامة، فشمله غضب الحاكم حينها سبأ بن أحمد، ولطالما حاول ابن القم أن يستعطفه بالرسائل والأبيات الشعريَّة في محاولةٍ لتجاوز الخلاف دون جدوى، إلى أن تُوفِّي سبأ فآل الحكم إلى أروى بنت أحمد الصليحية فأعادته إلى البلاط، واستعانت به في تدبير الرسائل بينها والخلافة الفاطميَّة في مصر. كان ابن القم شيعياً على المذهب الإسماعيلي، وهو المذهب الرسمي في الدولة الصليحية. ألَّف ابن القم عدداً من الرسائل الأدبيَّة، وأجاد نظم الشعر، وله ديوان مخطوط. وفي آخر حياته غادر ابن القم زبيد، لخلاف وقع بينه وحكام المدينة، لكنَّه عاد إليها قبل وفاته بعدَّة سنين وتُوفِّي فيها بين 550 هـ و580 هـ.
تصوِّر بعض الروايات ابن القم في شبابه حادَّ الذكاء بذيء اللسان سريع الانفعال، وفي المقابل امتدح علمه وأخلاقه وأدبه عدد من معاصريه ومن المؤرخين بعده، فقال عنه عمارة اليمني: «وكان من علو الهمة، وسموِّ القدر، فيما ويلبسه يمتطيه، على غاية منيفة، وجملة شريفة ظريفة»، وأثنى عليه بهاء الدين الجندي بقوله: «ومناقب ابن القم في الفضل على أهله في النسب والصنعة كثيرة»، وقال عنه ياقوت الحموي: «كان أديباً كاتباً شاعراً من أفاضل اليمن المبرزين في النظم والنثر والكتابة».

## مؤلفاته
تُنسَب إليه المؤلفات التالية:
- «ديوان شعر» (مخطوط).
- «مجموعة رسائل» (طُبِعت بعضاً من رسائله).

### الشعر
كان ابن القم الزبيدي شاعراً مُكثِراً، ويُنسَب إليه ديوان شعر، أجاد نظم المقطوعات الصغيرة والقصائد الطويلة، وتأثَّر بعددٍ من مشاهير الشعراء ومنهم أبي تمام والمتنبي وابن الرومي، وفي شعره بعض من التكلُّف في الصناعة. تميَّز ابن القم بتناوله لأغراض عديدة، فنظم قصائد في المديح والرثاء والهجاء والعتاب والغزل والنسيب والأدب والحكمة، وأكثر ما تناول في شعره المديح، وأكثر من مدحه هو سبأ بن أحمد الصليحي، وامتدح أيضاً من الصليحيين السيدة الحرة أروى بنت أحمد. وكان هجاؤه في المقابل مقذعاً فيه شيء من المجون.
ظلَّ ديوانه مجهولاً لفترةٍ طويلة، وأوَّل إشارة إلى ديوانه تعود إلى عام 1955، عندما نبَّه فضل الله الهمداني وحسن سليمان محمود في كتابهما «الصليحيون والحركة الفاطميَّة في اليمن» إلى وجود مخطوطة لديوانه في المتحف البريطاني، تحت رقم "4004" كما أشار أيمن فؤاد سيد. ومع أنَّ ديوان شعره كان مجهولاً، إلا أنَّ نسبةً لا بأس بها من قصائده كانت متوفِّرة في مؤلفات المؤرخين المعاصرين له ومن بعده وصولاً إلى العصر الحديث. ودوَّن العماد الأصفهاني كثيراً من قصائده، نقلاً عن الأمير نجم الدين محمد بن مصال.

### الرسائل
تُنسَب إلى ابن القم مجموعة من الرسائل، وتتواجد مخطوطة لمجموع رسائله في المكتبة المحمدية الهمدانية، وأوَّل من أشار إليها هو أيضاً فضل الله الهمداني وحسن سليمان محمود في كتابهما المذكور سابقاً. أشهر رسائله في هذه المجموعة هي الرسالة التي بعثها إلى سبأ بن أحمد الصليحي، يمتدحه ويستعطفه، وتناقل المؤرخين هذه الرسالة، فذكرها ياقوت الحموي وابن شاكر الكتبي وصلاح الدين الصفدي.